# Good for You
Good for You is een nummer van de Amerikaanse zangeres Selena Gomez uit 2015, in samenwerking met de eveneens Amerikaanse rapper A$AP Rocky. Het is de eerste single van Gomez' tweede studioalbum Revival.
Het nummer werd een grote hit in Noord-Amerika, met een top 10-notering in zowel de VS als Canada. In de Amerikaanse Billboard Hot 100 haalde het de 5e positie. In Europa werd "Good for You" een bescheiden hitje. In Nederland haalde het de 2e positie in de Tipparade, terwijl in de Vlaamse Ultratop 50 de 25e positie gehaald werd.